# Anthony Baffoe
Anthony Baffoe (Bad Godesberg, 25 maggio 1965) è un ex calciatore ghanese, di ruolo difensore.